# Inventiones Mathematicae
Inventiones Mathematicae — математичний журнал; видається щомісяця Springer-Verlag. Заснований в 1966 році і вважається одним з найпрестижніших математичних журналів у світі. На 2016 рік головними редакторами є Хельмут Хофер (Інститут перспективних досліджень, Прінстон) і Жан-Бенуа Бост (Університет Париж-південь).